# Pisco

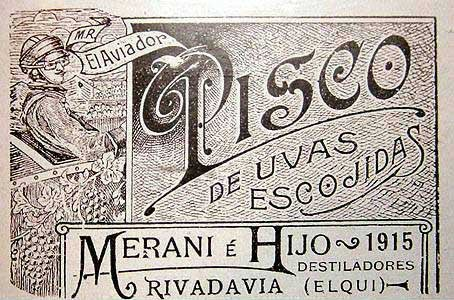
Chilensk etikett, "Pisco Aviador", från 1915.

Pisco, eller med det fullständiga namnet aguardiente de pisco, är en spritdryck som bland annat produceras i Valle del Elqui, Chile och Ica i Peru och är liksom brandy ett destillerat vin. Alkoholhalten varierar vanligtvis mellan 35 och 48 procent. Drycken är mycket populär, finns i olika styrkor och tillverkas i många fabriker.. 
Pisco ses som en nationaldryck i Peru.
Den mest populära drinken med pisco som bassprit är Pisco Sour, som består av 4 delar pisco, 2 delar färskpressad citron eller lime och 1 del sockerlag. Den skakas med is och ½ äggvita, silas och toppas med några stänk bitter. Glaset dekoreras eventuellt med socker eller salt på kanten.
Piscola är en annan populär drink som förutom pisco innehåller Coca Cola eller Pepsi Cola.

## Historia
När de spanska erövrarna koloniserade Sydamerika på 1500-talet tog de med sig vinrankor och kunskap om destillering.
Man började destillera vin i Sydamerika på 1600-talet, och detta skedde någonstans i  vicekungadömet Peru – men på den tiden var Chile en del av det spanska vicekungadömet Peru. Därför har länderna länge tvistat om vem som var först med att tillverka pisco.
Chile blev en egen republik först - 1810 - och Peru blev självständigt från det spanska styret 1821.
Numera gör både Peru och Chile anspråk på att vara ursprungslandet för drycken Pisco.
Amerikas äldsta appellation, eller DO (Denominación de Origen), är DO Pisco chileno, som utfärdades 1931. Denna ursprungsskyddade pisco får bara göras i Atacama eller Coquimbo och endast på vissa tillåtna druvor. Bästa regionen i Chile är distriktet Valle del Elqui i Atacamaprovinsen. Klimatet är torrt, men med tillgång till smältvatten från Anderna.
Pisco peruano fick sin DO 1991. Den gäller fem regioner i Peru och den viktigaste av dem är Ica som ligger söder om huvudstaden Lima. Där är klimatet soligt och fuktigt men regn är ovanligt.
När vinlusen angrep vingårdarna i Peru på 1880-talet fick chilensk pisco ett stort uppsving –  eftersom Chile klarade sig undan vinlusen. Det var först på 1960-talet som den peruanska piscon hade återhämtat sig.
Var namnet "pisco" kommer ifrån är omdiskuterat. Troligt är att namnet kommer från den peruanska hamnstaden Pisco, där drycken blev populär bland sjömännen på 1700-talet.

## Produktion
Den årliga produktionen av pisco var 2013 30 miljoner liter i Chile och 9,5 miljoner i Peru.